# Batalla de Karakilisa
La Batalla de Karakilisa (Armenio: Ղարաքիլիսայի ճակատամարտ) fue una batalla de la Campaña del Cáucaso de la Primera Guerra Mundial que tuvo lugar en las proximidades de Vanadzor en mayo de 1918. Los defensores armenios, en inferioridad numérica, lograron hacer retroceder a las fuerzas otomanas. Esta victoria, junto a las de Sardarapat y Bash Abaran, fue fundamental para el nacimiento de la República Democrática de Armenia.